# Церковь Благовещения Пресвятой Богородицы (Тула)
Церковь Благовещения Пресвятой Богородицы — недействующий православный храм старообрядцев беглопоповского согласия в Туле, здание которого находится в пользовании муниципального казённого предприятия «Тулагорсвет».

## История

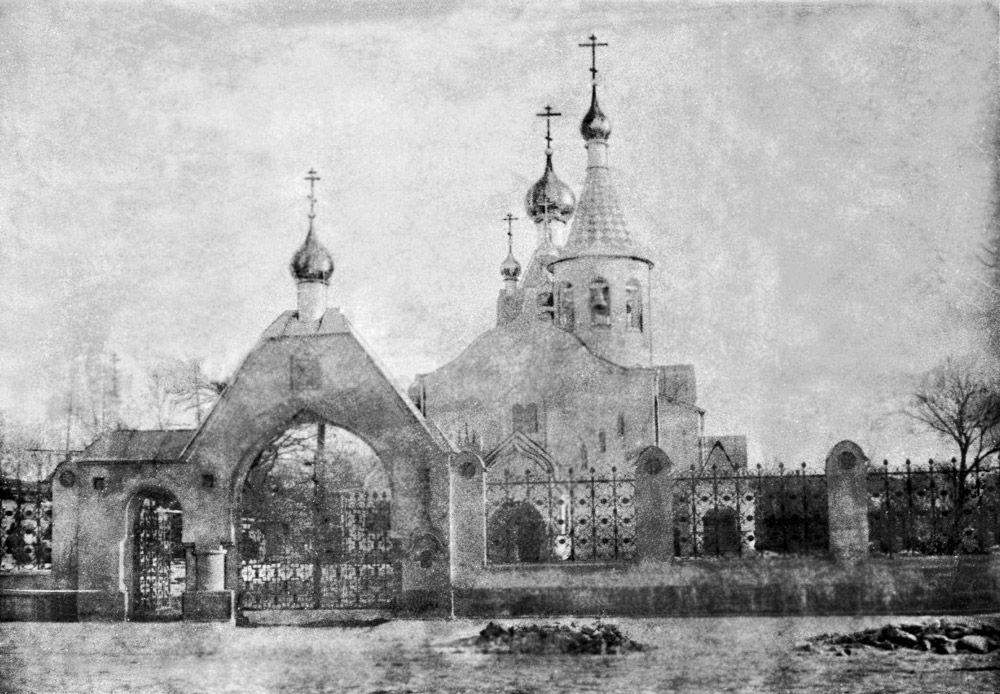
Фото храма в 1914 году

Закладка храма в древнерусском стиле по проекту архитектора С. М. Серебровского состоялась в 1912 году. Строительство, продолжавшееся 2 года, финансировал купец Василий Никитич Салищев. В 1912 году был возведён и на праздник Покрова Пресвятыя Богородицы освящён южный придел храма, который принадлежал староверам-даниловцам поморского согласия. Этот южный придел смотрелся отдельной частью и был увенчан куполом с крестом. В 1914 году на праздник Благовещения Пресвятой Богородицы был освящён и основной храм, принадлежавший старообрядцам Белокриницкого согласия.
Здание было построено в древнерусском стиле, храм имел три придела, высокий четырёхъярусный иконостас с древними образами и большим паникадилом. На территории храма находилось ещё два здания в древнерусском стиле. В одном находилась просферная и котельная храма, а в другом — часовня-крещальня.
В 1938 году храм закрыли, внутри его разделили на комнаты, а колокольню разобрали. Во время Великой Отечественной войны, в связи с исключительной прочностью здания, в нём размещался городской комитет обороны. Сейчас в нём располагается «Тулгорсвет». Несмотря на многочисленные просьбы православной старообрядческой общины Тулы, храм не возвращен верующим.
В июне 2023 года представители Русской древлеправославной церкви обратилась в суд с иском к комитету имущественных и земельных отношений администрации города Тулы о передаче им безвозмездно здание бывшей церкви, однако Советский районный суд города Тулы иск не удовлетворил.